# Воинские звания и знаки различия в Вооружённых силах Российской Федерации (1994—2010)
Это статья о знаках различия воинских званий в Вооружённых силах Российской Федерации периода 1994—2010 годов. Про современные знаки различия воинских званий принятых в 2010 году см. статью «Воинские звания в Вооружённых силах Российской Федерации».
Знаки различия воинских званий в Вооружённых силах Российской Федерации в период 1994—2010 годов — знаки различия по воинским званиям, носившиеся военнослужащими, с 1994 по 2010 год.
Отменены Президентским указом от 11 марта 2010 года № 293.

## Погоны
Знаки различия и погоны
Типы погон СВ на примере генерала армии с 1997 по 2010 гг.
Типы погон ВМФ на примере адмирала флота с 1997 по 2010 гг.

### Рядовой состав
Солдаты и матросы
- Имеющие звание «рядовой», на полевой форме не имеют на погонах никаких знаков различия, за исключением рядовых курсантов не военно-морских училищ, которым допускалось иметь на погонах поливинилхлоридные (металлические) литеры «К» жёлтого (золотистого или защитного) цвета. На повседневной (парадной) форме имеются поливинилхлоридные (металлические) литеры жёлтого (золотистого) цвета, кроме рубашки (бежевая/белая), парадные погоны к ней белые — без литеры «К». Также на погонах курсантов и рядовых можно было встретить и другие знаки отличия:
- ВС — вооружённые силы
- Ф — флот
- К — курсант (армия и авиация)
- Н — Нахимовское военно-морское училище
- СВУ — Суворовское военное училище
- ВМУ — Военно-музыкальное училище
- КК — Кадетский корпус
- МКК — Кронштадтский морской кадетский корпус
- ВВ — Внутренние войска
- У рядовых курсантов военно-морских училищ на погоне вместо литер размещается металлический якорь золотистого цвета, оплетённый канатом, наподобие рукописной (или курсивной) буквы «г».

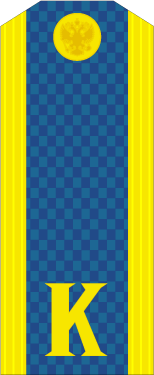
Курсант — штатный рядовой.
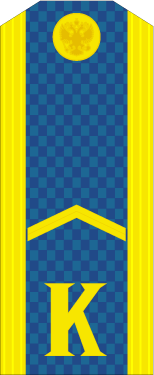
Курсант — штатный ефрейтор.

У солдат и матросов, а также курсантов, имеющих звание «ефрейтор» и «старший матрос», на погонах, кроме того, над литерами (якорем), — там, где есть, — размещаются металлические лычки в форме узкого одинарного шеврона, обращённого остриём к верхнему срезу погона:
- на полевой форме — защитного цвета;
- на повседневной и парадной форме — золотистого цвета.

### Сержантский состав
Сержанты и старшины
- На повседневной — основной служебной (парадной) форме также имеются поливинилхлоридные (металлические) литеры (якоря) жёлтого (золотистого) цвета, аналогично солдатам и матросам.

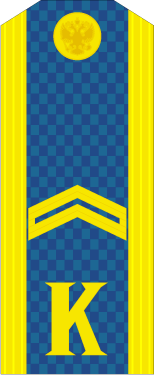
Курсант — младший сержант.
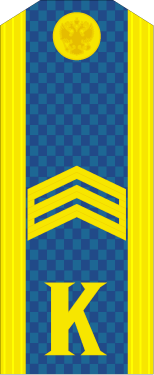
Курсант — штатный сержант.
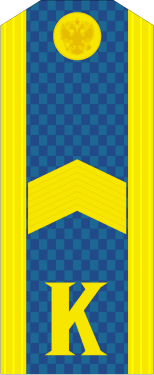
Курсант — старший сержант.
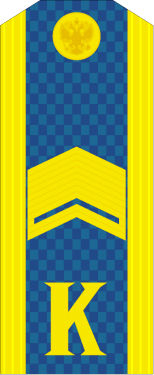
Курсант — ротный старшина.

В рассматриваемый период сержанты и старшины имели знаки различия в виде размещённых над литерами металлических лычек в форме шевронов, разного количества и ширины (в зависимости от звания), обращённых остриём к верхнему срезу погона:
- на полевой форме — защитного цвета;
- на повседневной и парадной форме — золотистого цвета.

### Прапорщики и мичманы
Прапорщики и мичманы
- Имеют знаки различия в виде маленьких звёздочек, расположенных на продольной оси погона. Погоны аналогичны солдатским и сержантским, цвет звёздочек определяется также, как и цвет лычек у сержантов, литеры не носятся.

Знаки различия (СВ) штатного прапорщика.
Знаки различия (СВ) старшего прапорщика.
Знаки различия (ВМФ) штатного мичмана.
Знаки различия (ВМФ) старшего мичмана.

### Младшие офицеры
Младший офицерский состав
- Одна вертикально расположенная полоска — просвет. Звёздочки металлические, маленькие (13 мм). На полевых погонах просвета нет.

Знаки различия (СВ) штатного лейтенанта.
Знаки различия (СВ) старшего лейтенанта.
Знаки различия (ВМФ) штатного лейтенанта.
Знаки различия (ВМФ) старшего лейтенанта.

### Старшие офицеры
Старший офицерский состав
- Два вертикально расположенных просвета и бо́льшие металлические звёздочки (20 мм). На полевых погонах просветов нет.

Знаки различия (СВ) подполковника.
Знаки различия (СВ) штатного полковника.
Знаки различия (ВМФ) капитана 2-го ранга.
Знаки различия (ВМФ) капитана 1-го ранга.

### Высшие офицеры
Высший офицерский состав
- Вертикально расположенные вышитые звёздочки большо́го размера (22 мм), просветов нет.

Знаки различия (СВ) генерал-лейтенанта.
Знаки различия (СВ) генерал-полковника.
Знаки различия (ВМФ) вице-адмирала.
Знаки различия (ВМФ) штатного адмирала.

### Таблица погон и званий
- Сводная таблица погон и званий в различных видах войск вооружённых сил.

|                                                                                              | Призывной и контрактный состав     | Призывной и контрактный состав     | Призывной и контрактный состав     | Призывной и контрактный состав     | Призывной и контрактный состав     | Призывной и контрактный состав     | Призывной и контрактный состав     | Призывной и контрактный состав     | Призывной и контрактный состав     | Офицерский состав     | Офицерский состав     | Офицерский состав     | Офицерский состав     | Офицерский состав     | Офицерский состав     | Офицерский состав     | Офицерский состав     | Офицерский состав     | Офицерский состав     | Офицерский состав     | Офицерский состав     | Офицерский состав           |
|                                                                                              | Солдаты                            | Солдаты                            | Сержанты                           | Сержанты                           | Сержанты                           | Сержанты                           | Прапорщики                         | Прапорщики                         | Младшие офицеры                    | Младшие офицеры       | Младшие офицеры       | Младшие офицеры       | Старшие офицеры       | Старшие офицеры       | Старшие офицеры       | Высшие офицеры        | Высшие офицеры        | Высшие офицеры        | Высшие офицеры        | Высшие офицеры        | Высшие офицеры        |                             |
| Звание →                                                                                     | Курсант                            | Рядовой                            | Ефрейтор                           | Младший сержант                    | Сержант                            | Старший сержант                    | Старшина                           | Прапорщик                          | Старший прапорщик                  | Младший лейтенант     | Лейтенант             | Старший лейтенант     | Капитан               | Майор                 | Подполковник          | Полковник             | Генерал-майор         | Генерал-лейтенант     | Генерал-полковник     | Генерал армии         | Генерал армии         | Маршал Российской Федерации |
| Звание →                                                                                     | Курсант                            | Рядовой                            | Ефрейтор                           | Младший сержант                    | Сержант                            | Старший сержант                    | Старшина                           | Прапорщик                          | Старший прапорщик                  | Младший лейтенант     | Лейтенант             | Старший лейтенант     | Капитан               | Майор                 | Подполковник          | Полковник             | Генерал-майор         | Генерал-лейтенант     | Генерал-полковник     | 1994-1997             | 1997-2010             | Маршал Российской Федерации |
| Погоны к повседневной форме одежды авиации сухопутных войск, ВКС (до 2001), КВ (с 2001), ВДВ |                                    |                                    |                                    |                                    |                                    |                                    |                                    |                                    |                                    |                       |                       |                       |                       |                       |                       |                       |                       |                       |                       |                       |                       | —                           |
| Погоны к парадной форме одежды авиации сухопутных войск, ВКС (до 2001), КВ (с 2001), ВДВ     |                                    |                                    |                                    |                                    |                                    |                                    |                                    |                                    |                                    |                       |                       |                       |                       |                       |                       |                       |                       |                       |                       |                       |                       | —                           |
| Погоны к повседневной форме одежды ВВС                                                       |                                    |                                    |                                    |                                    |                                    |                                    |                                    |                                    |                                    |                       |                       |                       |                       |                       |                       |                       |                       |                       |                       |                       |                       | —                           |
| Погоны к парадной форме одежды ВВС                                                           |                                    |                                    |                                    |                                    |                                    |                                    |                                    |                                    |                                    |                       |                       |                       |                       |                       |                       |                       |                       |                       |                       |                       |                       | —                           |
| Погоны к повседневной форме одежды СВ и РВСН                                                 |                                    |                                    |                                    |                                    |                                    |                                    |                                    |                                    |                                    |                       |                       |                       |                       |                       |                       |                       |                       |                       |                       |                       |                       |                             |
| Погоны к парадной форме одежды СВ и РВСН                                                     |                                    |                                    |                                    |                                    |                                    |                                    |                                    |                                    |                                    |                       |                       |                       |                       |                       |                       |                       |                       |                       |                       |                       |                       |                             |
| Погоны к полевой форме одежды СВ и РВСН                                                      |                                    |                                    |                                    |                                    |                                    |                                    |                                    |                                    |                                    |                       |                       |                       |                       |                       |                       |                       |                       |                       |                       |                       |                       |                             |
|                                                                                              | Призывной и контрактный состав ВМФ | Призывной и контрактный состав ВМФ | Призывной и контрактный состав ВМФ | Призывной и контрактный состав ВМФ | Призывной и контрактный состав ВМФ | Призывной и контрактный состав ВМФ | Призывной и контрактный состав ВМФ | Призывной и контрактный состав ВМФ | Призывной и контрактный состав ВМФ | Офицерский состав ВМФ | Офицерский состав ВМФ | Офицерский состав ВМФ | Офицерский состав ВМФ | Офицерский состав ВМФ | Офицерский состав ВМФ | Офицерский состав ВМФ | Офицерский состав ВМФ | Офицерский состав ВМФ | Офицерский состав ВМФ | Офицерский состав ВМФ | Офицерский состав ВМФ | Офицерский состав ВМФ       |
|                                                                                              | Матросы                            | Матросы                            | Старшины                           | Старшины                           | Старшины                           | Старшины                           | Мичманы                            | Мичманы                            | Младшие офицеры                    | Младшие офицеры       | Младшие офицеры       | Младшие офицеры       | Старшие офицеры       | Старшие офицеры       | Старшие офицеры       | Высшие офицеры        | Высшие офицеры        | Высшие офицеры        | Высшие офицеры        | Высшие офицеры        | Высшие офицеры        |                             |
| Звание →                                                                                     | Курсант                            | Матрос                             | Старший матрос                     | Старшина 2 статьи                  | Старшина 1 статьи                  | Главный старшина                   | Главный корабельный старшина       | Мичман                             | Старший мичман                     | Младший лейтенант     | Лейтенант             | Старший лейтенант     | Капитан-лейтенант     | Капитан 3-го ранга    | Капитан 2-го ранга    | Капитан 1-го ранга    | Контр-адмирал         | Вице-адмирал          | Адмирал               | Адмирал флота         | Адмирал флота         |                             |
| Погоны к повседневной форме одежды ВМФ                                                       |                                    |                                    |                                    |                                    |                                    |                                    |                                    |                                    |                                    |                       |                       |                       |                       |                       |                       |                       |                       |                       |                       |                       |                       | —                           |
| Погоны к парадной форме одежды ВМФ                                                           |                                    |                                    |                                    |                                    |                                    |                                    |                                    |                                    |                                    |                       |                       |                       |                       |                       |                       |                       |                       |                       |                       |                       |                       | —                           |
| Погоны к форменной рубашке офицеров ВМФ                                                      |                                    |                                    |                                    |                                    |                                    |                                    |                                    |                                    |                                    |                       |                       |                       |                       |                       |                       |                       |                       |                       |                       |                       |                       | —                           |
| Погоны к повседневной форме Береговых войск ВМФ                                              |                                    |                                    |                                    |                                    |                                    |                                    |                                    |                                    |                                    |                       |                       |                       |                       |                       |                       |                       |                       |                       |                       |                       |                       | —                           |
| Нарукавные знаки различия офицеров ВМФ                                                       |                                    |                                    |                                    |                                    |                                    |                                    |                                    |                                    |                                    |                       |                       |                       |                       |                       |                       |                       |                       |                       |                       |                       |                       | —                           |
| -------------------------------------------------------------------------------------------- | ---------------------------------- | ---------------------------------- | ---------------------------------- | ---------------------------------- | ---------------------------------- | ---------------------------------- | ---------------------------------- | ---------------------------------- | ---------------------------------- | --------------------- | --------------------- | --------------------- | --------------------- | --------------------- | --------------------- | --------------------- | --------------------- | --------------------- | --------------------- | --------------------- | --------------------- | --------------------------- |

### Маршал РФ
Маршал Российской Федерации
- Имеет одну очень большую вышитую звезду (40 мм) и Государственный герб Российской Федерации (без геральдического щита).

Знаки различия звания маршала (обычные).
Знаки различия звания маршала (парадки).
Знаки различия звания маршала (полевые).